# 弥益輝文
弥益 輝文（やます てるふみ）は、日本の海洋生物学者。理学博士。

## 略歴
山口県生まれ。1953年（昭和28年）5月から1975年（昭和50年）7月まで岡山大学付属玉野臨海実験所（現牛窓臨海実験所）職員を勤めた。同実験所所長川口四郎教授と共に1962年（昭和37年）に山口県萩市見島の砂見田ヶ浜でユリヤガイの生貝を発見。1965年（昭和40年）ココナツ島より採集したウミウシから藍藻の細胞内共生を発見し、同年玉野で採集したクロミドリガイからの盗葉緑体現象の発見に至る。後にお茶の水女子大学教授、琉球大学教授を歴任。